# Sveti Stefan
Sveti Stefan (cyr. Свети Стефан,  wł. Santo Stefano) – miasto w Czarnogórze, w gminie Budva. W 2011 roku liczyło 364 mieszkańców.
Jest położone na skalistej wyspie nieopodal Budvy. Łącząca ją ze stałym lądem grobla komunikacyjna jest zalewana w czasie przypływów. Obecność grobli sprawia, że wyspa Sveti Stefan obecnie jest de facto półwyspem. Jej zdjęcia bardzo często pojawiają się w publikacjach turystycznych i na pocztówkach z Czarnogóry.
Od XV wieku istniała tu ufortyfikowana osada rybacka. Na początku XIX wieku wyspę zamieszkiwało około 400 osób. W latach 50. XX wieku mieszkańcy przesiedleni zostali w głąb lądu, a wyspa została przekształcona w luksusowy kompleks hotelowy, chętnie odwiedzany przez elity z całego świata, w tym gwiazdy Hollywoodu. Okres prosperity skończył się na początku lat 90. XX wieku wraz z rozpadem Jugosławii.
W 2005 roku władze postanowiły przywrócić Sveti Stefan do dawnej świetności i, po międzynarodowym przetargu, w 2007 do przeprowadzenia rewitalizacji wybrano sieć hoteli Aman Resorts, której wydzierżawiono wyspę na 30 lat. Architektura kilkusetletnich, krytych czerwoną dachówką budynków pozostała praktycznie niezmieniona, wnętrza przystosowano natomiast do współczesnych standardów. Ekskluzywny pięciogwiazdkowy kompleks hotelowy nosi nazwę Aman Sveti Stefan i był otwierany fazami. W pierwszej fazie rewitalizacji w grudniu 2008 roku otwarta została położona przy plaży na lądzie stałym Villa Miločer, zbudowana w latach 1934–1936, będąca niegdyś letnią rezydencją Marii – królowej Jugosławii.
W 2010 Aman Sveti Stefan otrzymał nagrodę Hotel Roku w plebiscycie Gallivanter’s Guide. W lipcu 2014 w kompleksie odbyło się wesele serbskiego tenisisty Novaka Djokovicia i Jeleny Ristić.

## Geografia
Wyspa Sveti Stefan położona jest w centralnej części adriatyckiego wybrzeża Czarnogóry, na południe od Budvy, między miejscowościami: Pržno oraz Sveti Stefan. Jej powierzchnia wynosi 12 400 m². Obok wyspy, wzdłuż wybrzeża rozciąga się dwukilometrowy pas różowawych piaszczystych plaż: Sveti Stefan, Miločer Beach i Queen’s Beach.